# Persiane chiuse
Persiane chiuse è un film del 1951 diretto da Luigi Comencini.

## Trama
Torino: Sandra, figlia di un guardiano, è fidanzata di Roberto, impiegato in una ditta di costruzioni. La ragazza ha una sorella, Lucia, che è stata allontanata da casa in seguito a una relazione ritenuta illecita. Un'amica di Lucia viene uccisa e gettata nel Po; Lucia disperata tenta il suicidio, agonizzante telefona e chiede aiuto a Sandra. Per trovare Lucia, Sandra chiede aiuto all'ambiguo Edmondo, noto nell'ambiente della prostituzione. Edmondo riconosce la foto di Lucia, ma non lo rivela a Sandra. La realtà è amara: Lucia è alle dipendenze di Primavera, uno sfruttatore. Edmondo cerca di ostacolare Sandra dal ritrovare la sorella; attirata in un locale equivoco, Sandra viene arrestata in una retata della polizia. Rilasciata riesce a riallacciare il contatto con gli sfruttatori che propongono un riscatto per liberare Lucia.
Finale lieto, ma rocambolesco con sparatoria nel porto di Genova.

## Produzione
La direzione del film fu affidata inizialmente a Gianni Puccini. Lo stesso Puccini collaborò alla sceneggiatura dopo averne scritto il soggetto. Alcuni giorni dopo l’inizio della lavorazione del film, Puccini rinunciò per contrasti con il produttore Luigi Rovere, che diede l’incarico di portare a termine le riprese al regista Luigi Comencini, proposto da Federico Fellini. Lo stesso Fellini, che accompagnava Giulietta Masina, riprese la scena iniziale del ritrovamento del cadavere nel fiume Po: il compito venne portato a termine da Fellini con una professionalità che a Rovere fece un’eccellente impressione, al punto da decidere di affidargli al più presto la regia di un film (sarà Lo sceicco bianco).
Il film è una commistione tra due generi cinematografici allora molto in voga tra il pubblico italiano: il melodramma strappalacrime (in seguito ribattezzato neorealismo d'appendice dalla critica) ed il poliziesco.
Girato per interni a Roma, gli esterni furono invece realizzati negli stabilimenti Fert a Torino e nel centro storico di Genova.

## Distribuzione
Il film venne distribuito nel circuito cinematografico italiano tra l'inverno e la primavera del 1951, con date diverse da città a città: a Torino venne presentato il 12 marzo, a Roma il 5 aprile ed a Milano il 6 aprile.
Venne in seguito distribuito nei seguenti Paesi: Germania Ovest (25 ottobre 1951), Danimarca (25 marzo 1952), Francia (30 maggio 1952), Stati Uniti (9 giugno 1952), Austria (luglio 1952), Portogallo (6 marzo 1953), Svezia (13 aprile 1953), Australia (16 ottobre 1953), Turchia (novembre 1953) e Finlandia (6 novembre 1953).